# Lampranthus sauerae
Lampranthus sauerae är en isörtsväxtart som först beskrevs av L Bol., och fick sitt nu gällande namn av L. Bol. Lampranthus sauerae ingår i släktet Lampranthus och familjen isörtsväxter. Inga underarter finns listade i Catalogue of Life.